# Procès de singe
Pour les articles homonymes, voir Inherit the Wind.
Pour plus de détails, voir Fiche technique et Distribution.
Procès de singe (Inherit the Wind) est un film de procès américain réalisé par Stanley Kramer et sorti en 1960.

## Synopsis
Aux États-Unis, le professeur Bertram Cates est attaqué par le procureur fondamentaliste Matthiew Brady pour avoir enfreint la loi en enseignant les théories de Darwin tandis qu’il est défendu par le célèbre avocat Henry Drummond. 

## Thème et contexte
Une transcription cinématographique de l'historique procès du singe qui opposa, en 1925, le procureur William Jennings Bryan, réfutant les théories de l'évolution de Charles Darwin, à l’avocat Clarence Darrow défenseur de son partisan, le professeur John Thomas Scopes.

## Fiche technique
- Titre : Procès de singe
- Titre d'origine : Inherit the Wind
- Réalisation : Stanley Kramer
- Scénario : Nedrick Young et Harold Jacob Smith d’après la pièce de Jerome Lawrence et Robert Edwin Lee, Inherit the Wind (1955)
- Photographie : Ernest Laszlo
- Cadreur : Charles Wheeler
- Montage : Frederic Knudtson
- Musique : Ernest Gold
- Décors : Rudolph Sternad
- Costumes : Joe King
- Producteur : Stanley Kramer
- Société de production : Stanley Kramer Productions (États-Unis)
- Société de distribution : United Artists
- Pays de production :  États-Unis
- Langue de tournage : anglais
- Format : noir et blanc — 1.66:1 — son monophonique (Westrex Recording System) — 35 mm
- Genre : drame historique
- Durée : 128 minutes
- Date de sortie :
  - États-Unis : 1er novembre 1960

## Distribution
- Spencer Tracy (VF : Serge Nadaud) : Henry Drummond
- Fredric March (VF : Abel Jacquin) : Matthew Harrison Brady
- Gene Kelly (VF : Roger Rudel) : E.K. Hornbeck
- Dick York (VF : Michel François) : Bertram T. Cates
- Florence Eldridge (VF : Hélène Tossy) : Sarah Brady
- Donna Anderson (VF : Jeanine Freson) : Rachel Brown
- Elliott Reid (VF : Roland Ménard) : le procureur Tom Davenport
- Paul Hartman (VF : Jean Daurand) : Horace Meeker
- Harry Morgan (VF : Marc Valbel) : le juge Mel Coffey
- Claude Akins (VF : Jean Violette) : le révérend Jeremiah Brown
- Philip Coolidge (VF : Jean Berton) : le maire Jason Carter
- Jimmy Boyd (VF : Georges Poujouly) : Howard, l'étudiant en biologie
- Noah Beery Jr. (VF : Pierre Collet) : John Stebbins
- Norman Fell (VF : Jean Berger) : le technicien de WGN Radio
- Gordon Polk (VF : Jacques Dynam) : George Sillers
- Hope Summers (VF : Lita Recio) : Mme Krebs
- Ray Teal (VF : Paul Bonifas) : Jessie H. Dunlap
- Harp McGuire (VF : Jean-Claude Michel) : Harry Esterbrook
- Charles Wagenheim : Employé d'hôtel

## Distinctions
- Berlinale 1960 : 
  - Fredric March lauréat de l’Ours d'argent du meilleur acteur
  - Stanley Kramer lauréat du prix du meilleur long métrage destiné à la jeunesse
- BAFTA 1961 :
  - Stanley Kramer nommé pour le prix du meilleur film étranger
  - Fredric March nommé pour le prix du meilleur acteur étranger
  - Spencer Tracy nommé pour le prix du meilleur acteur étranger
- Oscars du cinéma 1961 : 
  - Spencer Tracy nommé pour l’Oscar du meilleur acteur
  - Ernest Laszlo nommé pour l’Oscar de la meilleure photographie
  - Frederic Knudtson nommé pour l'Oscar du meilleur montage
  - Nedrick Young et Harold Jacob Smith nommés pour l’Oscar du meilleur scénario adapté
- Golden Globes 1961 : 
  - Film sélectionné pour le Golden Globe Award : Meilleur film dramatique
  - Spencer Tracy nommé pour le Golden Globe Award : Meilleur acteur dans un film dramatique
- Laurel Awards 1961 : Spencer Tracy nommé pour le Laurel d’Or de la meilleure interprétation dramatique masculine